# Head of Cardigan
Head of Cardigan est une communauté du Canada située dans le comté de Kings, sur l'Île-du-Prince-Édouard. Elle se trouve au nord-ouest de Cardigan.